# Nacer contigo
Nacer contigo es una telenovela venezolana producida y transmitida por la cadena de televisión Televen en 2012. Es una adaptación de la novela original de Fernando de Rojas, La Celestina. La telenovela fue estrenada el 22 de febrero del 2012 y finalizó el 17 de julio de 2012, sucediendo a la telenovela El gato tuerto y siendo sustituida por Dulce amargo.
Protagonizada por Josette Vidal y Lasso; y con las participaciones antagónicas de Nacarid Escalona, Emmanuel Palomares y Sandra Díaz. Cuenta además con las actuaciones estelares de Emma Rabbe, Guillermo Pérez y Jerónimo Gil.
Las grabaciones se realizaron en locaciones del Archipiélago Los Roques.

## Sinopsis
Muchos años atrás, Celeste Rojas se enamoró perdidamente de Pleberio Fuentes, pero este eligió a Alina Cordero, su verdadero amor. Con el corazón roto, Celeste se marchó jurando venganza. 
Años después, Melibea Fuentes Cordero, la hija de Pleberio y Alina, celebra su decimoquinto cumpleaños en Isla Nueva. El día de su cumpleaños, Melibea conoce al joven Calixto Sánchez, por el que se sentirá fuertemente atraída.
La felicidad de Alina y Pleberio por el cumpleaños de su hija se verá interrumpida por el regreso de Celeste, decidida a empezar su venganza contra la pareja. A partir de ese día, Celeste ayuda a Calixto a enamorar a Melibea. De este modo, cuando ambos estén profundamente enamorados, Areúsa Rodríguez, sobrina de Celeste, se interpondrá entre ellos para separarlos y así romperle el corazón a la joven. No obstante, Pleberio y Alina lucharán para impedir que su hija sufra a manos de Celeste.
Tres años después, Melibea regresa a Isla Nueva convertida en una gran artista. Por su parte, Calixto también regresa a la isla después de una exitosa gira con su banda. El joven, que sigue con Areúsa, intenta recuperar el amor de Melibea, pero ella ya está comprometida con otro joven, Miguel Ángel Gael. 
Mientras tanto, Celeste Rojas se esfuerza para que Calixto no abandone a su sobrina, Areúsa. Sin embargo, Pleberio está preparando su venganza contra Celeste.

## Reparto
- Josette Vidal - Melibea Fuentes Cordero[5]
- Lasso - Calixto Sánchez Peláez
- Nacarid Escalona - Celeste Rojas
- Emma Rabbe - Alina Cordero de Fuentes
- Guillermo Pérez - Pleberio Fuentes
- Emmanuel Palomares - Miguel Ángel Gael Parra
- Sandra Díaz - Areúsa Rodríguez[6]
- Jerónimo Gil - Caín Bermúdez
- Oriana Colmenares - Lucrecia Sifontes
- Verónica Ortíz - Florencia Parra de Gael[7]
- Mayra Africano - Mercedes Mata
- Ángel Casallas - Pármeno Mata
- Catherina Cardozo - Belinda de Sifontes
- Gonzalo Velutini - Fernando Gael
- Ángel David Díaz - Sempronio Urbaneja
- Eben Renán - Centurio Ortíz
- Samantha González - Elicia Moreno
- Gabriel Mantilla - Gabriel "Gabo" Sifontes
- Diego Sánchez - Pedro Pan
- Marco Pérez - Seba
- Ángel Cueva - Jordi
- Ly Jonaitis - Maribel Atenas Estrada
- Sócrates Serrano - Alonso Sánchez
- Nelio De Abreu - Rubén Velázquez Sosias
- Freddy Salazar - Leonardo
- Luis Vicente Nuzzo - Lucio Tristán